# 石牌镇 (大田县)
石牌镇是中国福建省三明市大田县下辖的一个镇。

## 行政区划
石牌镇共辖16个行政村，分别是：
石牌村、老厝村、上坡村、马山村、盖山村、拱桥村、石坑村、长溪村、小湖村、桃山村、桃坑村、鳌江村、三坊村、下洋村、龙坑村、京程村。